# تشيفيلكوي (مدينة)
تشيفيلكوي (بالإسبانية: Chivilcoy)‏ هي منطقة سكنية تقع في الأرجنتين في Chivilcoy Partido. يقدر عدد سكانها بـ 58,382 نسمة وترتفع عن سطح البحر 66 متر.

## توأمة
لتشيفيلكوي (مدينة) اتفاقيات توأمة مع كل من:
- منفي
- بوجلياسكو

## أعلام
- إلينا غونزاليس أخا دي كوريا موراليس
- أليخاندرو سوكول
- نيلسون أفيلا
- ماريا رينيه كورا
- ماريانو باربييري